# UHF (singolo)
UHF è un singolo di "Weird Al" Yankovic estratto dall'album UHF - Original Motion Picture Soundtrack and Other Stuff ed è una delle sue poche canzoni originali.
La canzone fu anche la colonna sonora del film UHF - I vidioti.

## Significato
La canzone è una satira verso le sigle che servono per pubblicizzare le stazioni televisive.

## Il video
Nel video, oltre ad alcune scene di UHF - I vidioti, sono presenti delle parodie di alcune scene di altri video di altri cantanti e sono:
- "Welcome to the Jungle" dei Guns N' Roses (1) e (17)
- "Faith" di George Michael (2)
- "Addicted to Love" di Robert Palmer (3) e (20)
- "Little Red Corvette" di Prince (4) e (9)
- "Once in Lifetime" dei Talking Heads (5)
- "Sledgehammer" di Peter Gabriel (6) e (13)
- "Legs" degli ZZ Top (7) e (18)
- "White Wedding" di Billy Idol (8)
- "Your Mother Should Know" dei The Beatles (10) e (19)
- "Mediate" degli INXS (11)
- "I Love L.A." di Randy Newman (12)
- "When Doves Cry" di Prince (14)
- "Rebel Yell" di Billy Idol (15)
- "Girlfriend Is Better" dei Talking Heads (16)

## Tracce
7"
1. UHF - 3:49
2. Attack of the Radioactive Hamsters from a Planet near Mars - 3:28

CD singolo
1. UHF - 5:10
2. Attack of the Radioactive Hamsters from a Planet near Mars - 3:28